# Кратко Іван Іванович
Іва́н Іва́нович Кратко́ (29 березня 1923 — ?) — радянський військовик часів Другої світової війни, нагороджений чотирма медалями «За відвагу».

## Життєпис
Народився в селі Носівка (нині — місто, центр одноіменного району) Чернігівської області. Українець.
До лав РСЧА призваний Носівським РВК 8 березня 1944 року.
У період наступальних боів з 20 по 25 серпня 1944 року телефоніст батареї 76-мм гармат 1105-го стрілецького полку 328-ї стрілецької дивізії червоноармієць І. І. Кратко під безперервним вогнем супротивника усунув близько 20 поривів телефонної лінії, чим сприяв успішному виконанню бойових завдань підрозділом.
18.07.1944 року при прориві сильно укріпленої оборони супротивника західніше Ковеля командир відділення зв'язку батареї червоноармієць І. І. Кратко під сильним артилерійським вогнем протягом пів години усунув 7 поривів телефонної лінії, чим забезпечив безперервний зв'язок батареї зі спостережним пунктом.
28 жовтня 1944 року під час наступу на височину 96.9 командир відділення зв'язку батареї червоноармієць І. І. Кратко під сильним артилерійським і рушнично-кулеметним вогнем супротивника усунув 9 поривів, тим самим забезпечивши безперервне управління боєм підрозділів.
15 січня 1945 року при прориві оборони супротивника західніше міста Яблонна-Леґіоново (Польща) командир відділення зв'язку батареї молодший сержант І. І. Кратко під сильним артилерійсько-мінометним вогнем усунув 20 поривів телефонного зв'язку, тим самим сприявши виконанню бойового завдання.
У повоєнний час закінчив курси бухгалтерів у місті Ніжин. Жив і працював у Носівському та Бобровицькому районах Чернігівської області.

## Нагороди
Нагороджений орденом Вітчизняної війни 1-го ступеня (11.03.1985), чотирма медалями «За відвагу» (01.09.1944, 30.10.1944, 07.11.1944, 25.01.1945) та іншими медалями.